# Oreneta del Senegal
L'oreneta del Senegal (Cecropis senegalensis) és una espècie d'ocell de la família dels hirundínids (Hirundinidae). Es troba a l'Àfrica subsahariana. Els seus hàbitats principals són els boscos tropicals i subtropicals de frondoses humits de les terres baixes, la sabana seca, les praderies i matollars tropicals i subtropicals, les praderies temperades, els cursos d'aigua, les terres llaurades, els jardins rurals i les àrees forestals fortament degradades. El seu estat de conservació es considera de risc mínim.